# Eupithecia chiricahuata
Eupithecia chiricahuata es una especie de polilla de la familia Geometridae. La especie fue descrita por primera vez por James Halliday McDunnough en 1944, con distribución en Arizona. El holotipo de la especie fue descrita en la Sierra de Chiricahua a nivel del parque Barfoot. Para 2015 no ha habido reportes de esta especie fuera de Arizona. Por sus características morfológicas, E. chiricahuata pertenece al grupo de especies norteamericana Eupithecia palpata.